# Świerki (Łódź)
Pour les articles homonymes, voir Świerki.
Świerki est une localité polonaise de la gmina de Burzenin, située dans le powiat de Sieradz en voïvodie de Łódź.